# 中国地域県リーグ決勝大会
中国地域県サッカーリーグ決勝大会（ちゅうごくちいきけんサッカーリーグけっしょうたいかい、）は、中国地方で行われる日本のサッカーの大会のひとつで、中国サッカーリーグへの昇格決定戦である。

## 出場資格
中国各県の県社会人1部リーグ（鳥取、島根、岡山、広島、山口）の1位と、開催県および前年度大会で中国リーグに昇格しなかった県のうち成績上位2県の2位の計8チームが出場する。
2011年までは中国各県の県社会人1部リーグの1位と2位（計10チーム）が出場していた。

## 大会方式
参加8チームでトーナメントを行い、優勝チームが中国リーグに自動昇格、準優勝チームが中国リーグ9位と入替戦（後述）を行う。
2006年までは優勝チームが中国リーグ8位と、準優勝チームが中国リーグ7位とそれぞれホーム&アウェイの入替戦を行っていた。2007年以降は中国リーグの所属チーム数拡大に伴い、上位2チームが自動昇格となった。2011年から2022年までは2ブロック制で行われた。

## 歴代結果
| 回 | 年度 | 優勝                                  | 準優勝                                | 決勝開催地                                       |
| -- | ---- | ------------------------------------- | ------------------------------------- | ------------------------------------------------ |
| 25 | 2001 | 石見FC(島根1位)                       | NKK福山サッカー部(広島1位)            | 浜田市陸上競技場                                 |
| 26 | 2002 | NKK福山サッカー部(広島)               | 鳥取キッカーズFC(鳥取1位)             |                                                  |
| 27 | 2003 | 佐川急便中国サッカー部(広島1位)       | 日立製作所笠戸サッカー部(山口1位)     | 米子市営東山陸上競技場                           |
| 28 | 2004 | 山口県サッカー教員団(山口1位)         | ファジアーノ岡山FC(岡山1位)           | 広島広域公園第一球技場                           |
| 29 | 2005 | FCセントラル中国(島根1位)             | 新日本石油精製水島サッカー部(岡山1位) | 山口県きららスポーツ交流公園サッカー・ラグビー場 |
| 30 | 2006 | マツダSC(広島1位)                     | NTN岡山サッカー部(岡山1位)            | 浜山公園補助陸上競技場                           |
| 31 | 2007 | NTN岡山サッカー部(岡山1位)            | FC宇部ヤーマン(山口1位)               | 倉敷市水島緑地福田公園                           |
| 32 | 2008 | 新日本石油精製水島サッカー部(岡山1位) | 元気SC(鳥取1位)                       | 浜山公園球技場                                   |
| 33 | 2009 | ファジアーノ岡山ネクスト(岡山1位)     | ヴォラドール松江(島根1位)             | 山口県立おのだサッカー交流公園                   |
| 34 | 2010 | 富士ゼロックス広島SC(広島1位)         | 三菱自動車水島FC(岡山1位)             | 広島ビッグアーチ                                 |
| 回 | 年度 | Aブロック勝者                         | Bブロック勝者                         | 昇格決定戦開催地                                 |
| 35 | 2011 | SC鳥取ドリームス(鳥取1位)             | 日立製作所笠戸サッカー部(山口2位)     | コカ・コーラウエストスポーツパーク陸上競技場     |
| 36 | 2012 | SRC広島(広島1位)                      | 佐川急便中国サッカー部(広島2位)       | kankoスタジアム補助競技場                        |
| 37 | 2013 | 日立製作所笠戸サッカー部(山口2位)     | FC宇部ヤーマン(山口1位)               | コカ・コーラウエストスポーツパーク球技場         |
| 38 | 2014 | 環太平洋大学フェンサーズ(岡山1位)     | SC松江(島根1位)                       | コカ・コーラウエスト広島スタジアム               |
| 39 | 2015 | SC鳥取ドリームス(鳥取1位)             | 廿日市FC(広島1位)                     | 山口県立おのだサッカー交流公園                   |
| 40 | 2016 | パナソニック岡山サッカー部(岡山3位)   | Yonago Genki SC(鳥取1位)              | 浜山公園補助陸上競技場                           |
| 41 | 2017 | 原田鋼業FC(広島2位)                   | 富士ゼロックス広島SC(広島1位)         | 鳥取県フットボールセンター大山 夕陽の丘神田      |
| 42 | 2018 | FCバレイン下関(山口1位)               | 浜田FCコスモス(島根1位)               | 神崎山陸上競技場                                 |
| 43 | 2019 | デッツォーラ島根E.C(島根1位)          | Yonago Genki SC(鳥取1位)              | コカ・コーラウエスト広島スタジアム               |
| 44 | 2020 | 福山シティFC(広島2位)                 | パナソニック岡山サッカー部(岡山2位)   | 山口県立おのだサッカー交流公園                   |
| 45 | 2021 | SC松江(島根2位)                       | 福山シティFC(広島1位)                 | 浜山公園球技場                                   |
| 46 | 2022 | ヴァジュラ岡山(岡山2位)               | 廿日市FC(広島1位)                     | どらドラパーク米子陸上競技場                     |
| 回 | 年度 | 優勝                                  | 準優勝                                | 決勝開催地                                       |
| 47 | 2023 | バンメル鳥取(鳥取1位)                 | インディゴF.C山口(山口1位)            | 岡山県美作ラグビー・サッカー場第2補助競技場      |
| 48 | 2024 | ENEOS水島(岡山1位)                    | 修大クラブ(広島1位)                   | 三共ディスプレイグリーンフィールド               |

## 中国リーグ・県リーグ入替戦

### レギュレーション
- 中国リーグ所属チームのホームで、1試合制で行われる。
- 試合時間90分。
- 勝敗が決しない場合は20分間の延長戦を行い、なお未決の場合はPK戦を行う[2]。

### 歴代結果
■枠は勝利チーム（=中国リーグ所属）。年度表示は上記決勝大会に準ずる。

| 年度                                               | 中国リーグ           | スコア   | 県リーグ             | 第1戦     | 第2戦     |
| -------------------------------------------------- | -------------------- | -------- | -------------------- | --------- | --------- |
| 2001                                               | 山口県サッカー教員団 | 1 - 1    | NKK福山              | 1 - 0     | 0 - 1     |
| 2002                                               | 日新製鋼呉           | 0 - 4    | NKK福山              | 0 - 0     | 0 - 4     |
| 2002                                               | 広島教員             | 2 - 3    | 鳥取キッカーズFC     | 1 - 2     | 1 - 1     |
| 2003                                               | マツダSC             | 2 - 3    | 日立製作所笠戸       | 1 - 3     | 1 - 0     |
| 2003                                               | 山口県サッカー教員団 | 0 - 3    | 佐川急便中国         | 0 - 0     | 0 - 3     |
| 2004                                               | 広島FC               | 1 - 3    | 山口県サッカー教員団 | 0 - 1     | 1 - 2     |
| 2004                                               | 鳥取キッカーズFC     | 1 - 4    | ファジアーノ岡山FC   | 1 - 2     | 0 - 2     |
| 2005                                               | 山口県サッカー教員団 | 5 - 5    | 新日本石油精製水島   | 3 - 3     | 2 - 2     |
| 2006                                               | 日立製作所笠戸       | 6 - 1    | NTN岡山              | 3 - 1     | 3 - 0     |
| 2006                                               | 石見FC               | 3 - 7    | マツダSC             | 2 - 3     | 1 - 4     |
| 2007年 - 2022年は昇格枠が2となったため入替戦は無し |                      |          |                      |           |           |
| 2023                                               | NTN岡山              | 2 - 0aet | インディゴF.C山口    | (1試合制) | (1試合制) |
| 2024                                               | バンメル鳥取         | 3 - 0    | 修大クラブ           | (1試合制) | (1試合制) |